# Liste der Resident Commissioners der Neuen Hebriden

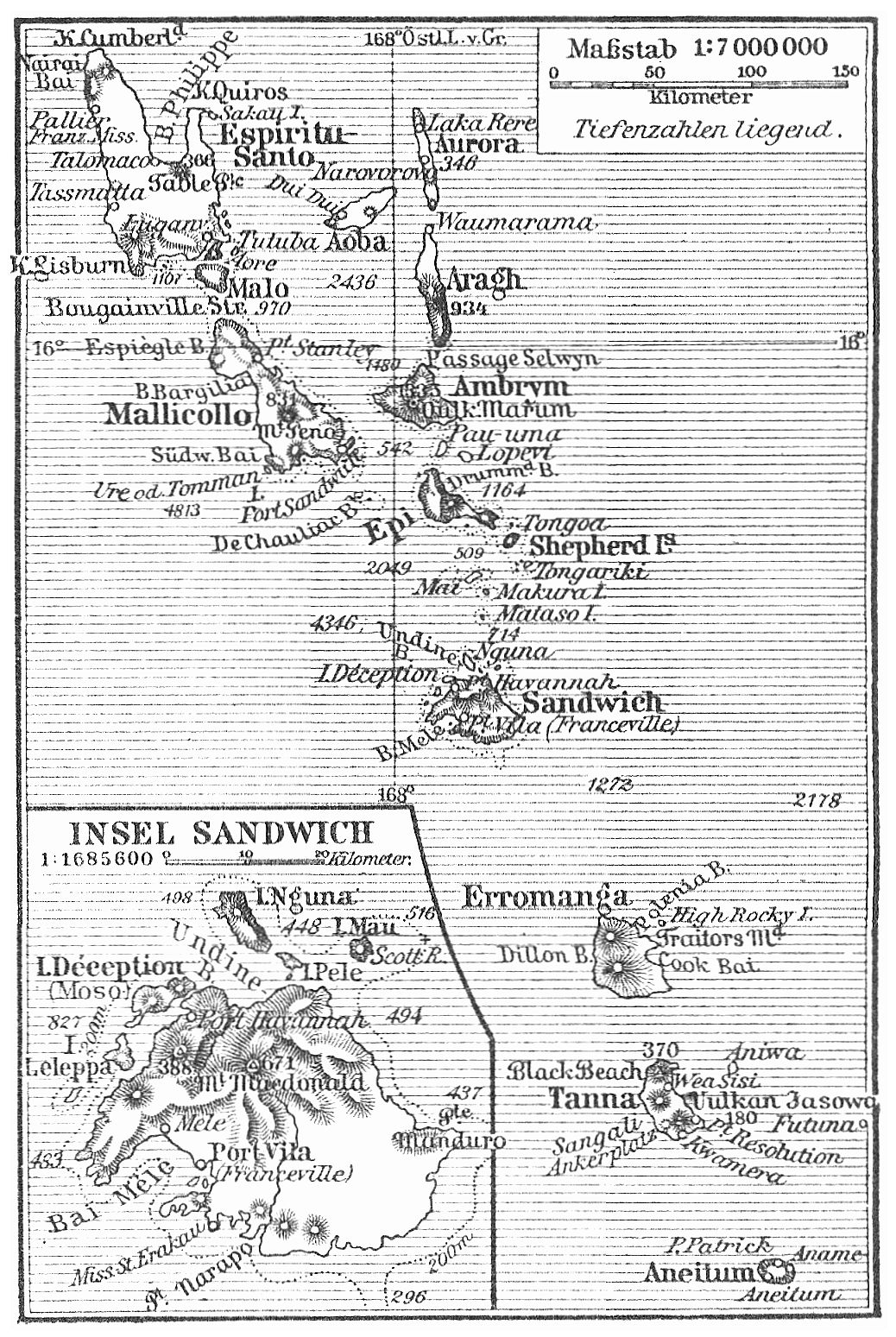
Deutsche Landkarte der Neuen Hebriden von 1905

Dies ist eine Liste der Resident Commissioners / Commissaire résidents des Kondominium Neue Hebriden, eines Anglo-Französischen Kondominiums auf dem heutigen Territorium der Republik Vanuatu. Das Gebiet war in zwei separate Gemeinschaften aufgeteilt: eine Anglophone und eine Francophone.

## Amtsträger
| Amtszeit | Amtsinhaber                                                    | Anmerkungen                          |
| --- | -------------------------------------------------------------- | ------------------------------------ |
| British Administration of New Hebrides |                                                                |                                      |
| Unterstellt dem High Commissioner for the Western Pacific für die British Western Pacific Territories (in der Colony of Fiji bis 1952, dann in den British Solomon Islands) |                                                                |                                      |
| 1887–1902 | Anglo-French Joint Naval Commission (British Naval Commission) |                                      |
| 1902–1907 | Ernest Goldfinch Rason                                         |                                      |
| Dezember 1907–1924 | Merton King                                                    |                                      |
| 1924–17. August 1927 | Geoffrey Bingham Whistler Smith-Rewse                          |                                      |
| 1927–1940 | George Joy                                                     |                                      |
| 1940–1950 | Richard Denis Blandy                                           |                                      |
| 1950–1955 | Hubert James Marlowe Flaxman                                   | Ab 10. Juni 1954, Sir Hubert Flaxman |
| 1955–1962 | John Shaw Rennie                                               |                                      |
| 1962–1966 | Alexander Mair Wilkie                                          |                                      |
| 1966–1973 | Colin Hamilton Allan                                           |                                      |
| 1973–1975 | Roger William Houssemayne du Boulay                            |                                      |
| 1975–Oktober 1978 | John Stuart Champion                                           |                                      |
| November 1978–1980 | Andrew Christopher Stuart                                      |                                      |
| 30. Juli 1980 | Unabhängigkeit als Republik Vanuatu                            | Unabhängigkeit als Republik Vanuatu  |

| Amtszeit | Amtsinhaber                                                   | Anmerkungen                         |
| --- | ------------------------------------------------------------- | ----------------------------------- |
| Administration française des Nouvelles-Hébrides |                                                               |                                     |
| Unterstellt dem Commissaire général de la République française dans l’Océan Pacifique (von 22. März 1907 Haut-commissaire de la République en Nouvelle-Calédonie von Neukaledonien) |                                                               |                                     |
| 1887–1901 | Anglo-French Joint Naval Commission (French Naval Commission) |                                     |
| 1901–1904 | Gaudence Charles Faraut                                       |                                     |
| 1904–Januar 1908 | Charles Bord                                                  |                                     |
| 1908–1909 | Charles Henri Adrien Noufflard                                |                                     |
| 1909–1911 | Jules Martin                                                  |                                     |
| 1911–1913 | Jules Vincent Repiquet                                        |                                     |
| 1913–1916 | Jacques Louis Miramende                                       | 1. Amtszeit                         |
| 1916–1918 | Edmond Lippmann                                               |                                     |
| 1918–1919 | Lucien Huques Arthur Nielly                                   |                                     |
| 1919–1920 | Alfred Solari                                                 |                                     |
| 1920–1921 | Jacques Louis Miramende                                       | 2. Amtszeit                         |
| 1921–1923 | Henri Joseph Marie d’Arboussier                               | 1. Amtszeit                         |
| 1923–1925 | Auguste Adolphe Joseph Marie Raoul de la Vaissière            |                                     |
| 1925–1929 | Henri Joseph Marie d’Arboussier                               | 2. Amtszeit                         |
| 1929–1930 | Gabriel Henri Joseph Thaly                                    |                                     |
| 1930–1931 | Maurice Georges Tronet                                        |                                     |
| 1931–1933 | Antoine Louis Carlotti                                        |                                     |
| 1933–1935 | Henri Sautot                                                  | 1. Amtszeit                         |
| 1935–1937 | Fernand Gaston Georges Émile Robert Casimir                   |                                     |
| 1937–1940 | Henri Sautot                                                  | 2. Amtszeit                         |
| 1940–1947 | Robert Charles Henri Kuter                                    |                                     |
| 1947–1949 | André Ménard                                                  |                                     |
| 1949–1958 | Pierre Amédée Joseph Émile Jean Anthonioz                     |                                     |
| 1958–1960 | Benjamin Marcel Favreau                                       |                                     |
| 1960–1965 | Maurice Charles Jules Delauney                                |                                     |
| 1965–1969 | Jacques Mouradian                                             |                                     |
| 1969–1974 | Robert Jules Amédée Langlois                                  |                                     |
| 1974–1978 | Robert Gauger                                                 |                                     |
| 1978 | Bernard Pottier                                               |                                     |
| 1978–1980 | Jean-Jacques Robert                                           |                                     |
| 30. Juli 1980 | Unabhängigkeit als Republik Vanuatu                           | Unabhängigkeit als Republik Vanuatu |

Nach der Unabhängigkeit war der oberste Beamte von Vanuatu der Präsident von Vanuatu, vor dem Premierminister.